# VXT
VXT fue un tag team femenino de lucha libre profesional que ha trabajado tanto en WWE como Impact Wrestling. El dúo era conformado por Chelsea Green & Deonna Purrazzo. Fueron Campeonas Mundiales Knockouts en Parejas de Impact.

## Historia

### WWE (2018-2021)
En 2018, se confirmó la contratación de Green y Purrazzo con pocos meses de diferencia después de aprobar exitosamente su prueba con WWE. Poco tiempo después, las dos tuvieron un combate individual en un live event de la marca NXT, donde Purrazzo fue quien salió victoriosa. Constantemente, se enfrentaban en los house shows ante oponentes como Xia Li, Kayden Carter, Aliyah entre otras donde, saliendo victoriosas o derrotadas. El nombre de “VXT” fue autonombrado por ellas mismas, al querer conciliar un equipo sólido dentro de NXT. 
No obstante, nunca fueron presentadas como equipo femenino en las grabaciones en vivo de los shows.  Si no todo lo contrario, se presentaban como luchadoras individuales hasta que juntas hicieron sus respectivos debut en 2019 durante el episodio del 16 de diciembre de Raw. Purrazzo se enfrentaba a Asuka mientras Green lucharía ante Charlotte Flair, siendo derrotadas. Mientras Purrazzo seguía con su racha de derrotas individuales en las marcas dentro de WWE, Green debutó junto a su mánager Robert Stone en una edición de NXT, atacando a Mia Yim y Kayden Carter. Esto la llevaría a esta a tener un pequeño impulso dentro de la marca, hasta meses después debutaría nuevamente como solitaria en SmackDown el 13 de noviembre de 2020 enfrentándose a Natalya, Liv Morgan y Tamina en un Fatal 4-Way match, la cual durante sufrió una lesión en el brazo.  Estaba pactado que Green saliera victoriosa para así, unirse al equipo de Survivor Series, pero se cambió debido a la lesión, por lo que Morgan tomaría su lugar.
A inicios de 2021, se dio a conocer que tanto Green como Purrazzo fueron liberadas de su contrato.

### Impact Wrestling (2021-2022)
Después de que Green y Purrazzo fueran despedidas de WWE, Purrazzo fue la primera en debutar en Impact Wrestling y pocos meses después Green. Dentro de la empresa, las dos comenzaron una carrera en solitario en la cual Purrazzo destacó al convertirse en dos veces campeona de Impact Knockouts World Championship.
No fue hasta el evento Slammiversary en donde Green & Purrazzo empezaron a unir alianza dentro de la lucha estipulada Queen of the Mountain. Se consolidaron como equipo en el evento Impact Wrestling Against All Odds derrotando a Mickie James y Mia Yim. Las siguientes semanas se presentaron con su nombre “VXT” dentro de la empresa, formando un feudo ante las entonces campeonas Taya Valkyrie & Rosemary . El 12 de agosto de 2022 VXT derrotaron a Taya Valkyrie & Rosemary ganando los Impact Knockouts Tag Team Championship en el evento Emergence. Más tarde, defenderían con éxito los títulos ante Jordynne Grace y Mia Yim el 25 de agosto de 2022 en un episodio de Impact!. El 7 de octubre de 2022, en el evento de Bound for Glory VXT fueron derrotadas por The Death Dollz (Taya Valkyrie & Jessicka ) perdiendo así, lo campeonatos.
Green tuvo su último combate con la compañía contra Mickie James en el episodio del 11 de noviembre de Impact en un esfuerzo fallido. Después de su derrota ante James, Green y Purazzo tendrían un segmento entre bastidores en el que la primera diría que "se iba a casa". Luego se informaría que Green había dejado Impact oficialmente para regresar a la WWE, mientras Purazzo seguiría una carrera individual en la empresa de Nashville.

## Otros medios
En una entrevista cob Busted Open Radio, Purrazzo explicó el significado detrás de VXT/“Vexed", stable que querían formar ella, Chelsea Green junto con Rachael Ellering en NXT. Ella explicó:
"Comenzó como VXT y fue una jugada en NXT. Éramos yo, Chelsea y Rachael cuando estábamos en NXT. Rachael vino con Chelsea y conmigo con esta idea, <<Están poniendo énfasis en los equipos, qué genial>>, Un grupo de tríos de estas mujeres dominantes que viajaron juntas, entrenaron juntas, lucharon juntas en todo el mundo, lucharon entre sí un millón de veces, se conocen como la palma de tu mano, saldrían y dominarían.
Chelsea y yo dijimos: 'Diablos, sí, vale la pena intentarlo. <<Si funciona, genial>>. No fue así. No lo entendieron. Vexed significa estar enojado, dejar a alguien confundido y desordenado. Sacudir un poco la situación. Eso fue en gran medida sinónimo de cómo nos sentimos en NXT, estábamos enojadas, queremos una oportunidad, queremos demostrar de dónde venimos y lo que hicimos valió la pena y estamos aquí para ser superestrellas. Chelsea y yo tenemos ese mismo sentimiento en IMPACT porque luchamos durante tanto tiempo para ser un equipo,para que la gente vea valor en nosotras juntas, que funciona. Los mejores amigos pueden ser un equipo. Estamos dejando al mundo enfadado".

## En lucha
- Movimientos finales de Deonna Purrazzo
  - Bridging Fujiwara Armbar
  - Brainbuster
- Movimientos finales de Chelsea Green
  - Curb Stomp
  - Unprettier (Inverted double underhook facebuster)
  - Canadian Destroyer (Front flip piledriver)
- Temas de entrada
  - “Champions” - SATV Music (WWE/IMPACT!; 16 de diciembre de 2019-presente).

## Campeonatos y logros
- Impact Wrestling
  - Impact Knockouts Tag Team Championship (1 vez).